# GKS Katowice (piłka nożna kobiet)
GKS Katowice – sekcja piłki nożnej kobiet klubu sportowego GKS Katowice. Drużyna powstała w sierpniu 2015 roku. W najwyższej klasie rozgrywkowej klub występuje nieprzerwanie od sezonu 2018/19, po wcześniejszym zajęciu 1. miejsca w rozgrywkach I ligi kobiet.

## Historia
Drużyna powstała latem 2015 roku. Zespół utworzyły zawodniczki, które przeszły ze zlikwidowanego w tym samym czasie spadkowicza z Ekstraligi, klubu 1. FC AZS AWF Katowice. Drużyna rozpoczęła grę w rozgrywkach piłkarskich od III ligi (czwarty poziom rozgrywkowy) w sezonie 2015/2016, w każdym sezonie notując awans, aż w roku 2018 zespół zadebiutował w Ekstralidze. Początkowo piłkarki GKS-u swoje spotkania rozgrywały na stadionie Kolejarza Katowice w dzielnicy Piotrowice, po awansie do Ekstraligi przeniosły się na stadion Podlesianki w Katowicach-Podlesiu.
W sezonie 2022/2023 drużyna wywalczyła tytuł mistrzyń Polski a dwa lata później powtórzyła ten sukces.

## Trofea krajowe
| \| \| Zdobyte trofea w rozgrywkach Polski (stan na 3 maja 2025) \| |                                                           |      |            |
| Rozgrywki                                                          | Osiągnięcie                                               | Razy | Sezon(y)   |
| Mistrzostwo                                                        | I miejsce                                                 | 2    | 2023, 2025 |
| Mistrzostwo                                                        | II miejsce                                                | 1    | 2024       |
| I liga kobiet                                                      | I miejsce                                                 | 1    | 2018       |
| Puchar                                                             | zdobywca                                                  | 1    | 2024       |
| Polska                                                             | Zdobyte trofea w rozgrywkach Polski (stan na 3 maja 2025) |      |            |